# هنري ريتشارد (لاعب هوكي جليد)
هنري ريتشارد هو لاعب هوكي جليد كندي، ولد في 29 فبراير 1936 في مونتريال في كندا.

## وصلات خارجية
- هنري ريتشارد على موقع دوري الهوكي الوطني (الإنجليزية)
- هنري ريتشارد على موقع EliteProspects.com (الإنجليزية)
- هنري ريتشارد على موقع Eurohockey.com (الإنجليزية)
- هنري ريتشارد على موقع HockeyDB.com (الإنجليزية)
- هنري ريتشارد على موقع Hockey-Reference.com (الإنجليزية)
- هنري ريتشارد على موقع قاعة كندا للمشاهير الرياضية (الإنجليزية)
- هنري ريتشارد على موقع قاعة كيبيك للمشاهير الرياضية (الفرنسية)
- هنري ريتشارد على موقع إن إن دي بي (الإنجليزية)